# Miss Great Britain
Miss Great Britain (Miss Marea Britanie), este un concurs de frumusețe pe plan național care are loc aproape anual în Marea Britanie. Concursul este organizat de ziarul "Sunday Dispatch" și are loc prima oară în anul 1954, câștigătoarea fiind numită "Bathing Beauty Queen". În anul 1971 concursul este televizat pentru prima oară, de postul de televiziune regional "Yorkshire Television", prezentarea concurentelor fiind în costume de baie și în rochii de seară. Prin anul 1990 titlul a fost cumpărat de "Miss Great Britain Organisation". Câștigătoarea de acum înainte ia parte și la concursul "Miss Tourism World". Celelale finaliste iau parte la concursurile Model of the World, Miss Bikini, Miss Internet, Model of the Universe și Miss Millionaire. Apare între timp și concurs de frumusețe "Miss United Kingdom" care concurează pe cel inițial, la fel mai există din anul 1960 și titlul de "Miss Great Britain", câștigătoarele iau parte la concursul internațional Miss World. Din anul 1999 concursul are loc separat pentru Anglia și Scoția.

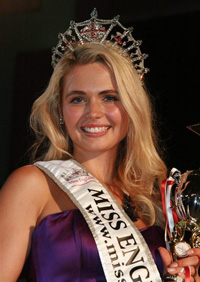
Laura Coleman, Miss England 2008
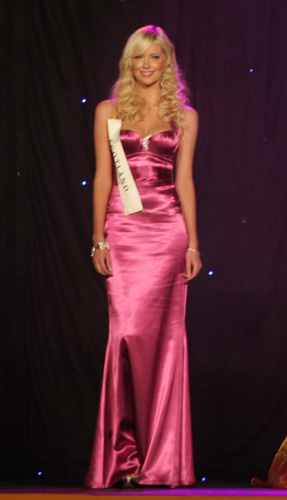
Stephanie Willemse, Miss Schottland 2008
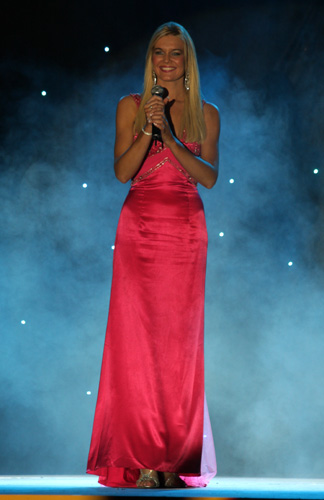
Judith Wilson, Miss Nordirland 2008

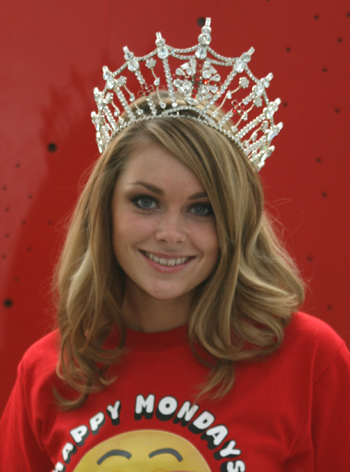
Georgia Horsley, Miss England 2007
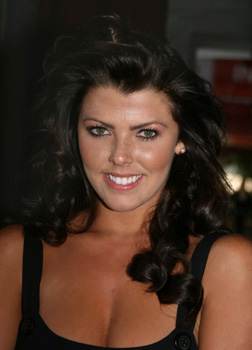
Nieve Jennings, Miss Schottland 2007
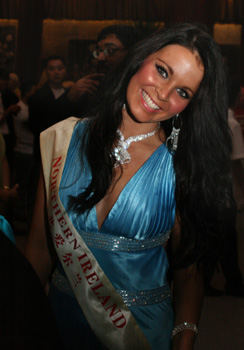
Melissa Jane Patton, Miss Nordirland 2007

## Câștigătoarele concursurilor de frumusețe

### Miss Great Britain
| Anul    | Miss Great Britain              |
| ------- | ------------------------------- |
| 1945    | Lydia Read                      |
| 1946    | June Rivers                     |
| 1947    | June Mitchell                   |
| 1948    | Pamela Bayliss                  |
| 1949    | Elaine Pryce                    |
| 1950    | Violet Pretty                   |
| 1951    | Marlene Dee                     |
| 1952    | Dorothy Dawn                    |
| 1953    | Brenda Mee                      |
| 1954    | Patricia Butler                 |
| 1955    | Jennifer Chimes                 |
| 1956    | Iris Waller                     |
| 1957    | Leila Williams                  |
| 1958    | Christine Mayo                  |
| 1959    | Valerie Martin                  |
| 1960    | Eileen Sheridan                 |
| 1961    | Libby Walker                    |
| 1962    | Joy Black                       |
| 1963    | Gillian Taylor                  |
| 1964    | Carole Redhead                  |
| 1965    | Diane Hickinbotham              |
| 1966    | Carole Fletcher                 |
| 1967    | Jennifer Gurley                 |
| 1968    | Yvonne Ormes                    |
| 1969    | Wendy Anne George               |
| 1970    | Kathleen Winstanley             |
| 1971    | Carolyn Moore                   |
| 1972    | Elizabeth Robinson              |
| 1973    | Gay Spink                       |
| 1974    | Marylin Ward                    |
| 1975    | Susan Cuff                      |
| 1976    | Dinah May                       |
| 1977    | Susan Hempel                    |
| 1978    | Patricia Morgan                 |
| 1979    | amânat din cauza grevei la TV   |
| 1980    | Sue Berger                      |
| 1981    | Michelle Hobson                 |
| 1982    | Tracey Dodd                     |
| 1983    | Rose McGrory                    |
| 1984    | Debbie Greenwood                |
| 1985    | Jill Saxby                      |
| 1986    | Lesley Ann Musgrave             |
| 1987    | Linzi Butler                    |
| 1988    | Gillian Bell                    |
| 1989    | Amanda Dyson                    |
| 1990-95 | n-a avut loc                    |
| 1996    | Anita St Rose                   |
| 1997    | Liz Fuller                      |
| 1998    | Leilani Dowding                 |
| 1999    | Rennell Kilner                  |
| 2000    | Michelle Walker                 |
| 2001    | Michelle Evans                  |
| 2002    | Yana Booth                      |
| 2003    | Nicki Lane                      |
| 2004    | Emma Spellar                    |
| 2005    | n-a avut loc                    |
| 2006    | Danielle Lloyd / Preeti Desai   |
| 2007    | Rachael Tennent / Gemma Garrett |
| 2008    | n-a avut loc                    |
| 2009    | Sophie Gradon                   |

### Miss United Kingdom
| Anul | Miss United Kingdom     | reprezintă regiunea/orașul |
| ---- | ----------------------- | -------------------------- |
| 1958 | Eileen Sheridan         | Walton-on-Thames           |
| 1959 | Anne Thelwell           | Blackpool                  |
| 1960 | Hilda Fairclough        | Lancaster                  |
| 1961 | Rosemarie Frankland     | Țara Galilor               |
| 1962 | Jackie White            | Alvaston                   |
| 1963 | Diane Westbury          | Derbyshire                 |
| 1964 | Ann Sidney              | Poole                      |
| 1965 | Lesley Langley          | Weymouth                   |
| 1966 | Jennifer Lowe Summers   | Manchester                 |
| 1967 | Jennifer Lynn Lewis     | Anglia                     |
| 1968 | Kathleen Winstanley     | Wigan                      |
| 1969 | Sheena Drummond         | Scoția                     |
| 1970 | Yvonne Ormes            | Anglia                     |
| 1971 | Marilyn Ward            | Anglia                     |
| 1972 | Jennifer McAdam         | Anglia                     |
| 1973 | Veronica Ann Cross      | Anglia                     |
| 1974 | Helen Morgan            | Țara Galilor               |
| 1975 | Vicki Harris            | Londra                     |
| 1976 | Carol Jean Grant        | Scoția                     |
| 1977 | Madeleine Stringer      | North Shields              |
| 1978 | Elizabeth Ann Jones     | Țara Galilor               |
| 1979 | Carolyn Ann Seaward     | Anglia                     |
| 1980 | Kim Ashfield            | Țara Galilor               |
| 1981 | Michele Donnelly        | Cardiff                    |
| 1982 | Della Frances Dolan     | Anglia                     |
| 1983 | Sarah-Jane Hutt         | Wimborne                   |
| 1984 | Vivienne Rooke          | Weston-Super-Mare          |
| 1985 | Mandy Adele Shires      | Bradford                   |
| 1986 | Alison Slack            | Sheffield                  |
| 1987 | Karen Mellor            | Derby                      |
| 1988 | Kirsty Roper            | Manchester                 |
| 1989 | Suzanne Younger         | Țara Galilor               |
| 1990 | Helen Upton             | Birmingham                 |
| 1991 | Johanne Elizabeth Lewis | Mansfield                  |
| 1992 | Claire Elizabeth Smith  | Chester                    |
| 1993 | Amanda Louise Johnson   | Nottongham                 |
| 1994 | Melanie Abdoun          | Londra                     |
| 1995 | Shauna Marie Gunn       | Comitatul Fermanagh        |
| 1996 | Rachael Liza Warner     | Țara Galilor               |
| 1997 | Vicki-Lee Walberg       | Blackpool                  |
| 1998 | Emmalene McLoughlin     | Manchester                 |
| 1999 | Nicola Willoughby       | Anglia                     |
| 2000 | Michelle Watson         | Scoția                     |
| 2001 | Juliet-Jane Horne       | Scoția                     |
| 2002 | Gayle Williamson        | Nordirland                 |
| 2003 | Nicola Jolly            | Scoția                     |
| 2004 | Amy Guy                 | Țara Galilor               |
| 2005 | Lucy Evangelista        | Nordirland                 |
| 2006 | Nicola McLean           | Scoția                     |
| 2007 | Nieve Jennings          | Scoția                     |
| 2008 | Kerensa Reed            | Anglia (Exeter)            |
| 2009 | Nickola Watts           | Anglia (Exeter)            |

### Miss Universe UK
| Anul    | Miss Universe UK     | reprezintă regiunea/orașul |
| ------- | -------------------- | -------------------------- |
| 1952    | Aileen Chase         | Londra                     |
| 1953-90 | n-a avut loc         | n-a avut loc               |
| 1991    | Helen Upton          | Anglia                     |
| 1992    | Tiffany Stanford     | Anglia                     |
| 1993    | Kathryn Middleton    | Anglia                     |
| 1994    | Michaela Pyke        | Țara Galilor               |
| 1995    | Sarah Jane Southwick | Londra                     |
| 1996    | Anita Saint Rose     | Londra                     |
| 1998    | Leilani Anne Dowding | Shetland                   |
| 1999    | Cherie Pisani        | Scoția                     |
| 2000    | Louise Lakin         | Manchester                 |
| 2001-04 | n-a avut loc         | n-a avut loc               |
| 2005    | Brooke Johnston      | Londra                     |
| 2006    | Julie Doherty        | Anglia                     |
| 2008    | Lisa Lazarus         | Llanelli                   |
| 2009    | Clair Cooper         | Londra                     |

### Miss Anglia
| Anul    | Miss Anglia           | calificat la             |
| ------- | --------------------- | ------------------------ |
| 1928    | Nonni Shields         |                          |
| 1929    | Benny Dicks           |                          |
| 1930    | Marjorie Ross         |                          |
| 1931    | Bettie Mason          |                          |
| 1932    | Gwen Stallard         |                          |
| 1933    | Angela Ward           |                          |
| 1934    | June Lammas           |                          |
| 1935    | Muriel Oxford         |                          |
| 1936    | Laurence Atkins       |                          |
| 1937    | ?                     |                          |
| 1938    | Doris Williams        |                          |
| 1939    | ?                     |                          |
| 1940-52 | n-a avut loc          | n-a avut loc             |
| 1953    | Marlene Dee           |                          |
| 1954    | ?                     |                          |
| 1955    | Margaret Rowe         |                          |
| 1956    | Iris Waller           |                          |
| 1957    | Sonia Hamilton        |                          |
| 1958    | Dorothy Hazeldine     |                          |
| 1959    | Pamela Ann Searle     |                          |
| 1960    | Joan Ellinor Boardman |                          |
| 1961    | Arlette Dobson        |                          |
| 1962    | Kim Carlton           |                          |
| 1963    | Susan Pratt           |                          |
| 1964    | Brenda Blacker        |                          |
| 1965    | Jennifer Gurley       |                          |
| 1966    | Janice Whitemanv      |                          |
| 1967    | Jennifer Lynn Lewis   |                          |
| 1968    | Jennifer Summersv     |                          |
| 1969    | Myra Van Heck         |                          |
| 1970    | Yvonne Ormes          |                          |
| 1971    | Marylin Ward          |                          |
| 1972    | Jennifer McAdam       |                          |
| 1973    | Veronica Ann Cross    |                          |
| 1974    | Kathy Anders          | Miss Rochdale            |
| 1975    | Vicki Harris          | Miss Londra              |
| 1976    | Pauline Davies        | Miss Manchester          |
| 1977    | Sarah Long            | Miss Bristol             |
| 1978    | Beverley Isherwood    | Miss Manchester          |
| 1979    | Carolyn Ann Seaward   | Miss Yelverton           |
| 1980    | Julie Duckworth       | Miss Blackpool           |
| 1981    | Joanna Longley        | Miss Manchester          |
| 1982    | Della Frances Dolan   | Miss Grimsby             |
| 1983    | Karen Lesley Moore    | Miss Southsea            |
| 1984    | Louise Gray           | Miss Sheffield           |
| 1985    | Helen Westlake        | Miss Londra              |
| 1986    | Joanne Ruth Sedgley   |                          |
| 1987    | Yvette Dawn           |                          |
| 1988    | Tracey Williams       |                          |
| 1989    | Racquel Jory          |                          |
| 1990    | Carla Barrow          |                          |
| 1991-98 | n-a avut loc          | n-a avut loc             |
| 1999    | Nicola Willoughby     |                          |
| 2000    | Michelle Walker       | Miss Liverpool           |
| 2001    | Sally Kettle          | Miss Leicester           |
| 2002    | Danielle Luan         | Miss Oxford              |
| 2003    | Jackie Turner         | Miss Londra              |
| 2004    | Danielle Lloyd        | Miss Liverpool           |
| 2005    | Hammasa Kohistani     | Miss Maya                |
| 2006    | Eleanor Glynn         | Miss Oxford              |
| 2007    | Georgia Horsley       | Miss Norton              |
| 2008    | Laura Coleman         | Miss Derby               |
| 2009    | Rachel Christie       | Miss Londra (se retrage) |
| 2009    | Katrina Hodge         | Royal Tunbridge Wells    |